# Zaragoza (Guatemala)
Zaragoza (en honor a la ciudad española homónima) es un municipio del departamento de Chimaltenango, en la República de Guatemala. Conocido originalmente como «Chicoj», su nombre se cambió a «Zaragoza» en 1892. Según el censo oficial de 2018, su población es de 29.668 habitantes.
Originalmente era llamado «Chicoj», por el nombre del cacique kachikel Francisco Oj, quien era el dueño de las tierras en 1711 y luego, cuando varias familias criollas se mudaron a la localidad, se llamó «Valle de Nuestra Señora del Pilar de Heredia». 
Tras la Independencia de Centroamérica en 1821, la constitución del Estado de Guatemala promulgada en 1825 el poblado de «Chicoj» —antiguo nombre de Zaragoza— fue asignado al distrito N.º 8 (Sacatepéquez) para la impartición de justicia y cuando el Estado de Los Altos se separó de Guatemala en 1838, Guatemala reorganizó sus departamentos, separando a Chimaltenango y Sacatepéquez; Chicoj fue asignado a Chimaltenango.  Cuando el general Rafael Carrera recuperó a Los Altos en 1840, los departamentos de Chiqumaltenango y Sacatepéquez permanecieron separados.   
En 1888 Zaragoza perdió la categoría de municipio por no tener capacidad para sostenerse; pero el Acuerdo Gubernativo del 27 de enero de 1892 lo estableció definitivamente; en 1895 el poblado fue visitado por el arqueólogo inglés Alfred Percival Maudslay y su esposa, Anne Cary Maudslay, cuando se dirigían de Antigua Guatemala a Atitlán, quienes la describieron como «un pequeño poblado indígena conocido por la fabricación de aparejos para las mochilas que usan los indígenas para transportar carga».

## Toponimia
El nombre inicial del poblado en 1761 fue «Valle de Nuestra Señora del Pilar de Heredia», el cual fue cambiado a Zaragoza en 1892, ya que las familias criollas que radicaban en el lugar eran descendientes de españoles originarios de Zaragoza en España.

## Demografía
La mayoría de la población habla castellano, pero la población indígena, que es un pequeño grupo, habla kaqchikel. La mayoría de la población es de religión católica. La iglesia del área urbana solo tiene capacidad para albergar a 600 fieles, por lo que se ha visto la necesidad de ampliarla. Existen varias confesiones religiosas: cristiana evangélica, testigos de Jehová, mormones, menonitas, Adventistas del Séptimo Día, y bautistas.

## Geografía física

### Hidrografía
Está regado por los ríos Las Áreas, Balanyá, Blanco, Chicoy, Los Chilares, Coloyá, Las Nieves, Pachoj, Palocón, Pixcavá, Sacsiguan, San Francisco, El Sitán, El Tránsito y de la Virgen.

### Clima
La cabecera municipal de Zaragoza tiene clima templado (Clasificación de Köppen: Csb).
| Parámetros climáticos promedio de Zaragoza | Parámetros climáticos promedio de Zaragoza | Parámetros climáticos promedio de Zaragoza | Parámetros climáticos promedio de Zaragoza | Parámetros climáticos promedio de Zaragoza | Parámetros climáticos promedio de Zaragoza | Parámetros climáticos promedio de Zaragoza | Parámetros climáticos promedio de Zaragoza | Parámetros climáticos promedio de Zaragoza | Parámetros climáticos promedio de Zaragoza | Parámetros climáticos promedio de Zaragoza | Parámetros climáticos promedio de Zaragoza | Parámetros climáticos promedio de Zaragoza | Parámetros climáticos promedio de Zaragoza |
| Mes                                        | Ene.                                       | Feb.                                       | Mar.                                       | Abr.                                       | May.                                       | Jun.                                       | Jul.                                       | Ago.                                       | Sep.                                       | Oct.                                       | Nov.                                       | Dic.                                       | Anual                                      |
| ------------------------------------------ | ------------------------------------------ | ------------------------------------------ | ------------------------------------------ | ------------------------------------------ | ------------------------------------------ | ------------------------------------------ | ------------------------------------------ | ------------------------------------------ | ------------------------------------------ | ------------------------------------------ | ------------------------------------------ | ------------------------------------------ | ------------------------------------------ |
| Temp. máx. media (°C)                      | 20.0                                       | 21.0                                       | 22.4                                       | 23.3                                       | 22.6                                       | 20.8                                       | 21.1                                       | 21.6                                       | 20.8                                       | 20.4                                       | 20.1                                       | 20.1                                       | 21.2                                       |
| Temp. media (°C)                           | 14.2                                       | 14.8                                       | 16.1                                       | 17.5                                       | 17.7                                       | 16.8                                       | 16.8                                       | 16.8                                       | 16.5                                       | 16.0                                       | 15.0                                       | 14.5                                       | 16.1                                       |
| Temp. mín. media (°C)                      | 8.5                                        | 8.7                                        | 9.9                                        | 11.7                                       | 12.8                                       | 12.9                                       | 12.5                                       | 12.1                                       | 12.2                                       | 11.7                                       | 10.0                                       | 8.9                                        | 11                                         |
| Precipitación total (mm)                   | 4                                          | 6                                          | 7                                          | 37                                         | 121                                        | 303                                        | 226                                        | 224                                        | 287                                        | 154                                        | 45                                         | 10                                         | 1424                                       |
| Fuente: Climate-Data.org                   |                                            |                                            |                                            |                                            |                                            |                                            |                                            |                                            |                                            |                                            |                                            |                                            |                                            |

El promedio de la velocidad del viento es de 13,5 km/h entre enero y junio, y de 25 km/h entre junio y diciembre, mientras que el promedio de exposición solar es de 6,6 h diarias.

### Ubicación geográfica
Está situado en el centro del departamento de Chimaltenango y tiene una extensión de 56 km². Dista de la cabecera departamental 13 km y de la Ciudad de Guatemala 64 km. El casco urbano cuenta con una extensión aproximada de 1,5 km².  Su topografía es accidentada, con cerros, barrancos y planicies. Su elevación más importante es la montaña «El Soco», mientras que la cabecera municipal se ubica en la planicie más extensa.
Está rodeado por municipios del Departamento de Chimaltenango:
- Norte: Santa Cruz Balanyá
- Oeste: Santa Cruz Balanyá y Patzicía
- Este: Chimaltenango
- Sur: San Andrés Itzapa[8]

|                                      | Norte: Santa Cruz Balanyá |                     |
| Oeste: Santa Cruz Balanyá y Patzicía |                           | Este: Chimaltenango |
|                                      | Sur: San Andrés Itzapa    |                     |

## División política
Se divide en doce aldeas, tres caseríos, cinco colonias y una finca. 
| División               | Listado |
| ---------------------- | --- |
| Aldeas                 | Las Lomas, Puerta Abajo, Agua Dulce, Mancheren, Las Colmenas, El Cuntic, Rincón Grande, Joya Grande, Potrerillos, Rincón Chiquito, Tululché y El Llano |
| Caseríos               | Hierba Buena, Laguna Seca y El Perique |
| Colonias residenciales | El Pilar, Las Ilusiones, Lo de Pérez, Nueva Esperanza y La Colonia «29 de Diciembre»                                                                   |
| Finca                  | Los Jutes |

## Gobierno municipal
Los municipios se encuentran regulados en diversas leyes de la República, que establecen su forma de organización, lo relativo a la conformación de sus órganos administrativos y los tributos destinados para los mismos.  Aunque se trata de entidades autónomas, se encuentran sujetos a la legislación nacional y las principales leyes que los rigen desde 1985 son:
| N.º | Ley                                                | Descripción |
| --- | -------------------------------------------------- | --- |
| 1   | Constitución Política de la República de Guatemala | Tiene una regulación legal específica para los municipios en los artículos 253 al 262. |
| 2   | Ley Electoral y de Partidos Políticos              | Ley de carácter constitucional aplicable a los municipios en el tema de la conformación de sus autoridades electas. |
| 3   | Código Municipal                                   | Decreto 12-2002 del Congreso de la República de Guatemala. Tiene la categoría de ley ordinaria y contiene preceptos generales aplicables a todos los municipios, e inclusive contiene legislación referente a la creación de los municipios.             |
| 4   | Ley de Servicio Municipal                          | Decreto 1-87 del Congreso de la República de Guatemala. Regula las relaciones entra la municipalidad y los servidores públicos en materia laboral. Tiene su base constitucional en el artículo 262 de la constitución que ordena la emisión de la misma. |
| 5   | Ley General de Descentralización                   | Decreto 14-2002 del Congreso de la República de Guatemala. Regula el deber constitucional del Estado, y por ende del municipio, de promover y aplicar la descentralización y desconcentración económica y administrativa.                                |

El gobierno de los municipios está a cargo de un Concejo Municipal mientras que el código municipal —ley ordinaria que contiene disposiciones que se aplican a todos los municipios— establece que «el concejo municipal es el órgano colegiado superior de deliberación y de decisión de los asuntos municipales […] y tiene su sede en la circunscripción de la cabecera municipal»; el artículo 33 del mencionado código establece que «[le] corresponde con exclusividad al concejo municipal el ejercicio del gobierno del municipio».
El concejo municipal se integra con el alcalde, los síndicos y concejales, electos directamente por sufragio universal y secreto para un período de cuatro años, pudiendo ser reelectos.
Existen también las Alcaldías Auxiliares, los Comités Comunitarios de Desarrollo (COCODE), el Comité Municipal del Desarrollo (COMUDE), las asociaciones culturales y las comisiones de trabajo. Los alcaldes auxiliares son elegidos por las comunidades de acuerdo a sus principios y tradiciones, y se reúnen con el alcalde municipal el primer domingo de cada mes, mientras que los Comités Comunitarios de Desarrollo y el Comité Municipal de Desarrollo organizan y facilitan la participación de las comunidades priorizando necesidades y problemas.

### Municipalidad
El palacio municipal está deteriorado; fue construido de paredes de block, repelladas y cernidas, piso de granito en todos los ambientes, incluyendo el Salón Municipal. El primer nivel del edificio es utilizado como centro comercial y cuenta con cinco locales. A principios de la década de 2010 se estaba construyendo un nuevo edificio municipal y salón de usos varios.[cita requerida]

## Historia
El primer nombre del valle era Chicaj, pero luego fue conocido como «Chicoj» o «Chixoc», que en lengua k'akchi'kel quiere decir «Francisco Oj», quien era un cacique kakchikel dueño de esas tierras en 1711. Se le conoció también como el «Valle de los Duraznos».  En 1761 fueron a vivir al lugar varias familias criollas, designando una comisión para gestionar la creación oficial del pueblo. El gobierno accedió, llamándolo «Valle de Nuestra Señora del Pilar de Heredia».
Una de las referencias más antiguas del periodo hispánico se encuentra en el Compendio de la Historia de la Ciudad de Guatemala que en la primera década del siglo xix escribió el bachiller y sacerdote Domingo Juarros, señalando que era villa de ladinos perteneciente al curato de Patzicía en la alcaldía mayor de Chimaltenango.  La cabecera tenía cuatro barrios, denominados cantones: Nazareno, La Cruz, El Rastro y El Calvario. No se sabe con exactitud cuando cambiaron de nombre a El Salitre, Reforma, San Antonio y Las Tunas, que en la actualidad corresponden a las zonas uno, dos, tres y cuatro respectivamente.

### Tras la Independencia de Centroamérica
La constitución del Estado de Guatemala promulgada el 11 de octubre de 1825 —y no el 11 de abril de 1836, como numerosos historiadores han reportado incorrectamente — creó los distritos y sus circuitos correspondientes para la administración de justicia según el Código de Lívingston traducido al español por José Francisco Barrundia y Cepeda; el poblado de «Chicoj» —antiguo nombre de Zaragoza— aparece en el distrito N.º 8 (Sacatepéquez) para la impartición de justicia, específicamente dentro del circuito de Chimaltenango.
A partir del 3 de abril de 1838, la occidental de Guatemala se separó del Estado, formando el Estado de Los Altos, lo que forzó a que el Estado de Guatemala se reorganizara en siete departamentos y dos distritos independientes el 12 de septiembre de 1839: 
- Departamentos: Chimaltenango, Chiquimula, Escuintla, Guatemala, Mita, Sacatepéquez, y Verapaz
- Distritos: Izabal y Petén[2]

Si bien el Estado de Los Altos fue reincorporado a Guatemala por la fuerza por el general Rafael Carrera en 1840, los departamentos de Chimaltenango y Sacatepéquez permanecieron separados; Zaragoza quedó dentro del departamento de Chimaltenango.   

### Fundación definitiva del municipio
En 1888 Zaragoza perdió la categoría de Municipio por no tener capacidad para sostenerse; pero el Acuerdo Gubernativo del 27 de enero de 1892 estableció definitivamente al municipio, cuyo nombre se debe a que la mayoría de los españoles radicados eran oriundos de la ciudad de Zaragoza, España.  El artículo de creación del municipio dice textualmente:
| Palacio del Poder Ejecutivo, Guatemala 27 de enero de 1892 Vista la solicitud de los habitantes de Zaragoza relativa a que se restablezca la Municipalidad de esa población, suprimida en 1888 por no tener como sostenerse; pero que en la actualidad cuentan con los recursos del caso, y la experiencia les ha demostrado la falta que hace tal corporación, y Apareciendo: Del informe del Jefe Político que la población de Zaragoza tiene los requisitos que exige el artículo 4.º del decreto 242, para ser Distrito Municipal, El Presidente de la República, acuerda: Que se restablezca la municipalidad referida, que tenga el número de miembros que fija el artículo 12 del mencionado decreto. Manuel Lisandro Barillas —Recopilación de la Leyes de la República de Guatemala, 1891-1892 |

### Visita de los arqueólogos Alfred y Anne Maudslay en 1892
En 1892 el poblado fue visitado por el arqueólogo inglés Alfred Percival Maudslay y su esposa, Anne Cary Maudslay, cuando se dirigían de Antigua Guatemala a Atitlán.  El relato, desde el punto de vista de la era Victoriana que hizo la esposa del arqueólogo es el siguiente: 
| Luego de andar en mula por una o dos millas por un camino rodeado de chozas y árboles frutales, llegamos a un paraje desolado. Fue uno de los pocos días en que el clima no estuvo bueno en todo el viaje; un fuerte viento levantaba nubes de polvo and arrastraba los rastrojos que cubrían el paraje. Pasamos por el pueblecito indígena de Zaragoza, conocido principalmente por la fabricación de aparejos, las mochilas que utilizan los indígenas para transportar su carga. Me han dicho que a los indígenas de esta localidad les gusta tanto la carne seca de lagarto que los vendedores de tan perfumado platillo fino son encerrados en la cárcel para su propia protección y venden la carne a través de las rejas. Las calles estaban llenas de gente vestida alegremente para una fiesta, y bailando al monótono sonido de una marimba. Poco después nos aburrimos y nos fuimos hacia Chimaltenango. —Anne Maudslay A glimpse at Guatemala, 1899 |

### Descripción del municipio en 1902
En la Demarcación Política de la República de Guatemala, publicada en 1902, se describe a Zaragoza como «un municipio, cuya cabecera es la villa del mismo nombre, a 8 km de Chimaltenango, tiene una extensión de ochenta caballerías.  El clima es frío y los principales cultivos son: maíz, frijol y trigo.  Tiene por límites: al Norte, Comalapa; al Sur, Itzapa; al Oriente, Chimaltenango y al Occidente, Patzicía y Santa Cruz Balanyá».

## Economía

### Perfil económico
Sus habitantes se dedican esencialmente a la agricultura. El eje principal de la economía es la siembra de hortalizas, fresa, mora, claveles y rosas para la exportación. Los productos de mayor cultivo son maíz, fríjol y haba. También puede mencionarse el cultivo de hortalizas, tales como brócoli, repollo, coliflor, cebollín y papa. Existen también artesanos que se dedican a la elaboración de sombreros de palma, vainas para machetes, cinchos, monturas y otros artículos de cuero.

### Transporte y comercio
El acceso a la cabecera municipal está constituido por dos entradas al mismo. La primera, llamada la principal, está en el "km 63,5" de la Carretera Interamericana. Tiene un recorrido de 1,5 km, asfaltada, de doble vía, alumbrado público, llegando al parque central. La segunda está en el km. 65 de la Carretera Interamericana, esta entrada consta de un recorrido de 1 km, adoquinada y de doble vía, llegando al parque central. En la segunda entrada hay una parada de buses extraurbanos y una pasarela, que es utilizada por personas que viajan a diferentes departamentos, tales como Sololá, Quetzaltenango, San Marcos, Quiché, la Capital y otros municipios del departamento de Chimaltenango.
La cabecera municipal no cuenta con terminal de buses. Hay cinco empresas de transporte en el área urbana y dos en la rural, contando con ochenta y tres buses y doce microtaxis.  El mercado municipal no es muy extenso. Hay algunos comercios de productos básicos y puestos informales de ventas de verduras y granos básicos.

## Servicios
| Servicio                                       | Descripción |
| ---------------------------------------------- | --- |
| Instituciones                                  | El municipio cuenta con representación de los ministerios de Educación, Salud Pública y Asistencia Social, Gobernación, y Ambiente y Recursos Naturales; así como del Comité Nacional de Alfabetización (CONALFA), el Tribunal Supremo Electoral y el Organismo Judicial. |
| Seguridad                                      | La seguridad del área urbana está a cargo de la Policía Nacional Civil (PNC), que cuenta con la subestación n.º 73-13, con quince agentes. |
| Agua potable                                   | El municipio tiene nacimientos y pozos mecánicos para abastecer de agua potable a casi toda la población de la cabecera municipal. Las familias que no utilizan el servicio municipal lo hacen porque cuentan con pozo propio o se abastecen por otros medios. |
| Drenaje                                        | La mayor parte de la población cuenta con el servicio de drenaje sanitario. El municipio carece de un sistema de drenaje pluvial que cumpla los requerimientos de la infraestructura urbana. Las aguas pluviales corren hacia los puntos más bajos de la población, provocando acumulaciones de agua en invierno. |
| Vivienda                                       | La mayor parte de la población tiene vivienda propia y formal. Según el Instituto Nacional de Estadística (INE) un 90.8% del total de viviendas son de tipo formal y un 9.2% son de tipo informal. Entre las de tipo informal pueden mencionarse ranchos, construcciones realizadas con materiales no adecuados, etc. Aproximadamente el 90% de las familias cuentan con casa propia. |
| Telefonía                                      | Este servicio es brindado por las empresas comerciales. |
| Electricidad                                   | Este servicio es proporcionado por la Distribuidora de Electricidad de Occidente DEOCSA. |
| Instituciones privadas de apoyo a la población | - Centro integral Galaad. Centro integrado que brinda salud, nutrición y educación. Apoya a 106 niños de primaria, 24 alumnos de nivel básico y 11 de diversificado. Funciona con el apoyo de la Fundación KNH de Alemania, organización de cristianos alemanes. Fundado en 1973. - Centro asistencial de capacitación de Zaragoza. Capacita a personas de escasos recursos económicos por medio de la enseñanza de un Curso de Modista Profesional. Atiende a 30 personas por año. Fundado con ayuda de Visión Mundial. - Fundación Cristiana para Niños y Ancianos (CFCA). Ayuda a personas de escasos recursos brindando una ayuda mensual a través del apadrinamiento. Tiene una cobertura de 1,730 beneficiados. Fundada en 1993. - Centro Nutricional Nuestra Señora del Pilar. Brinda ayuda a los niños de 5 a 10 años con bajo peso nutricional y les da refuerzo intelectual. Fundado en 2003. - Alcohólicos Anónimos. Se les conoce como el Último Trago. Es un centro de recuperación voluntaria para cualquier persona que lo desee. Abrieron sus puertas el 28 de marzo de 2004. - Hogares SOSEP (Secretaría de las Obras Sociales de la Esposa del Presidente). Fueron creados durante el Gobierno Serrano Elías. En Zaragoza hay diez hogares comunitarios. Cada hogar atiende a un promedio de 10 niños. Les proporcionan desayuno, refacción, almuerzo y otra refacción antes de salir para sus casas. |

## Flora y fauna
Entre su flora se encuentran las siguientes especies: ciprés (Cupressus lusitanica), pino (Pinus montezumae, pinus oocarpa, pinus rudis), encino (Quercus aata, Quercus pacayana), ilamo (alnus jorullensis) y grabilea. Los bosques son aproximadamente: 30% ciprés, 35% pino, 15% encino, 5% grabilea y el 15% mixto. Se encuentran también algunos arbustos, comomano de león y barba de viejo. Dentro de su fauna se encuentran: conejo de monte (Oryctolagus cunculus), tacuazin o sariguella (Didelphys marsupialis tabascensis), gato de monte, taltuza (Orthogeomys hispidus), armadillo (Dasipus novencicictus fenestratus), comadreja (Mustela nivalis) y algunas especies de reptiles, como turipaches y serpientes.

## Recreación, turismo y deportes
Hay varios lugares para la recreación, tales como el parque central, que cuenta con dos canchas de baloncesto y una canchas de fútbol.
La cabecera municipal cuenta con un turicentro llamado «Palocón», que cuenta con áreas verdes, cancha deportiva, ranchos, churrasqueras, dos piscinas y vestidores. Además también se cuenta con el balneario «Villa Alcazar», la cual está ubicada cerca de la gasolinera a las afueras del pueblo.
El primer equipo de fútbol, llamado «Huracán de Zaragoza» fue creado en la década de 1940-1950. Su campo se llamaba La Plaza, hoy es El Parque. En esa época existía un gran divisionismo en el pueblo clasificándose como los «Abajeños» y “Los Salitreños” o “Arribeños”. Se creó otro equipo, llamado “Municipal” Hacia 1960 el profesor Pedro de León, formó el primer equipo de fútbol juvenil con el nombre «Sacachispas».
Existen varios balnearios naturales que sirven como centros de recreación y turismo, entre los cuales pueden mencionarse: Cataratas el Salto, La Ladrillera, El Encanto, Los Jutes y Palocón.
| Mes           | Día     | Descripción |
| ------------- | ------- | --- |
| Enero         | 1       | Celebración del año nuevo, con baile de disfraces y concierto al aire libre |
| Enero         | 15      | Excursiones de peregrinación para visitar al Cristo Negro de Esquipulas. En las aldeas Rincón Chiquito y Joya Grande se celebra la Fiesta Titular de la comunidad en honor al Cristo Negro de Esquipulas. |
| Febrero       | 2       | Rezo de novenas a la Virgen de Candelaria que culmina con una misa. |
| Febrero       | Movible | Celebración del carnaval en algunos establecimientos. |
| Marzo y abril | Movible | Durante la Cuaresma se realizan procesiones, como Jesús del Pensamiento, Vía crucis todos los viernes, y se preparan alimentos para la semana mayor. El Viernes Santo se realiza la actividad del Centurión. El Sábado de Gloria sale Maximón, con un testamento, reuniéndose la población para escucharlo. Sale la Virgen de Dolores y hay visitas al cementerio. Por la noche se realiza la misa de la Luz y el Fuego. El Domingo de Resurrección por la mañana, se adornan las calles con alfombras y sale el Santísimo. |
| Mayo          | 3       | Día de la Cruz: los albañiles adornan una cruz construida por ellos, y los habitantes adornan la Cruz de Pachojo (camino a la aldea Joya Grande). Realizan el Baile del Torito, bailando en todos las esquinas y vistiéndose los hombres de mujeres. Celebración del Habeas Cristi, cuando cae en mayo; desde el jueves anterior empiezan a elaborar las capillas, terminando el sábado por la tarde. Luego los habitantes realizan la Visita de altares. El domingo hay una misa especial para después dar paso a la procesión del Santísimo, por la noche visitan nuevamente los altares, actividad que se repite el día lunes culminando con una procesión. |
| Mayo          | 10      | Día de la Madre. |
| Junio         | 17      | Celebración del Día del Padre |
| Septiembre    | 1       | Se inauguran las actividades patrias |
| Septiembre    | 4 al 8  | Se celebran varios concursos |
| Septiembre    | 13 y 14 | Carreras de antorchas y un acto cívico. |
| Septiembre    | 15      | Día de la Independencia: Caminata cívica con la participación de establecimientos de todos los sectores y niveles urbanos en la cabecera municipal, y en el área rural también se realizan caminatas dentro de las comunidades. |
| Septiembre    | 30      | Acto cívico para clausurar las actividades patrias. |
| Octubre       | 1       | Desfile hípico y noche vaquera |
| Octubre       | 7       | Coronación e investidura de la Reina de Zaragoza |
| Octubre       | 8       | Desfile de la feria, donde participan todos los centros educativos del casco urbano y algunos establecimientos del área rural. |
| Octubre       | 11      | Por la noche sale la procesión en honor a la Virgen del Pilar, patrona de la población. |
| Octubre       | 12      | Misa Mayor y se queman bombas en el frente de la iglesia durante todo el día. Por la tarde se celebra el Jaripeo y concierto al aire libre. |
| Octubre       | 13      | La cofradía pone música, da ponche, tamales y quema bombas y toritos. Por la tarde se realiza la Corrida de Cintas y por la noche sale nuevamente la procesión. |
| Octubre       | 14      | Baile de clausura llamado El Baile de Antaño |
| Noviembre     | 1       | Se acostumbra pintar los panteones y adornar el cementerio con flores para los deudos. También se vuelan barriletes. Por la tarde noche salen grupos de niños a las casas a pedir güisquiles cocidos. Se acostumbra a preparar, fiambre, chiles rellenos, ayote en dulce, curtido. |
| Diciembre     | 24      | Nochebuena |
| Diciembre     | 25      | Navidad: se celebra con un baile de disfraces y concierto al aire libre |
| Diciembre     | 29      | Feria titular de la comunidad con música, marimba, música disco, pelea de gallos, corrida de cintas y al aire libre la elección de la Madrina del Deporte y Niña de la localidad. |

## Salud

### Causas de mortalidad
Las enfermedades más comunes son resfrío común, amigdalitis, enfermedades de la piel, síntomas del sistema nervioso, diarreas, enfermedad péptica, amebiasis, anemia, neumonía y desnutrición. Las cinco primeras causas de morbilidad infantil son el resfrío común, las diarreas, la amigdalitis, las enfermedades de la piel y la amebiasis.

### Centros asistenciales
Existen los siguientes centros asistenciales: centro de salud, un hospital privado, cuatro clínicas privadas, tres clínicas dentales y doce farmacias. El municipio cuenta con el Centro Regional de Prevención de la Ceguera. Este hospital brinda servicio a las comunidades de los departamentos de Chimaltenango, Sololá y Quiche. Existen puestos de salud en las aldeas de Las Lomas, Mancherén Grande, Puerta Abajo, Rincón Chiquito, Rincón Grande y Joya Grande.

## Educación

### Recursos educativos
El municipio cuenta con centros educativos, oficiales, privados y por cooperativa, abarcando así las áreas de pre-primaria, primaria, básico y diversificado. La cabecera municipal incluye también el Instituto Básico por Cooperativa “Lic. Carlos Abilio Girón Noriega”, el Instituto Nacional de Educación Básica I.N.E.B., la Escuela de Comercio “Lic. Carlos Abilio Girón Noriega” y la Extensión América Latina.
En el área rural existen el Instituto Mixto de Educación Básica Joya Grande, el Instituto Nacional de Educación Básica Telesecundaria Las Lomas y el Instituto Nacional de educación Básica Telesecundaria Cuntic.
En 2006 había 4,921 estudiantes: 496 de pre-primaria, 3,379 de primaria, 953 de básico y 93 de diversificado.

### Analfabetismo
El porcentaje de analfabetismo es de 49.9% del total de la población, ubicando la mayor parte de este en el área rural del municipio. En el área urbana el porcentaje de analfabetismo es del 30% del total de la población.

## Medio ambiente

### Áreas verdes y deforestación
El área urbana posee aún algunas áreas verdes en la periferia, que van disminuyendo por la falta de conciencia de la población. Una de las principales áreas verdes es la montaña “El Soco”, colindante con San Andrés Itzapa y Patzicía. Esta área es una de las más extensas y con más flora y fauna del departamento, pero no está declarada área protegida. Hay varios nacimientos de agua, que han disminuido su caudal desde que se han talado muchos árboles.
Entre las causas que han provocado la deforestación están la tala ilícita de árboles (a causa de la falta de recursos económicos), la autorización para hacer tales no controladas y los incendios forestales provocados.
Debido a las causas mencionadas, se ha perdido gran parte de la biodiversidad. Esta pérdida provoca que muchas especies emigren del municipio, muriendo en el intento, y cada vez se reducen hasta llegar a la extinción total. Otro problema de la deforestación es el deterioro de los suelos, ya que en este caso el suelo pierde la protección del árbol y la resequedad produce falta de retención de humedad.

### Basura
Hay dos empresas que se encargan de la recolección de basura: la Empresa Recolectora de Basura “La Higiene”, proveniente del Departamento de Chimaltenango, y la Empresa de Servicios Diversos “Pato”, que se encarga también de otros servicios. El municipio cuenta con dos basureros para los desechos de la población de la cabecera municipal.

### Contaminación
La contaminación por agroquímicos es provocada por el mal uso que los agricultores hacen de los abonos químicos, que son usados en las áreas próximas a los nacimientos de agua. En el área urbana hay contaminación por gases debido a los buses extraurbanos, automóviles, camiones, panaderías que utilizan hornos de leña, gases contaminantes y dióxido de carbono. También hay contaminación por desechos líquidos, que son producidos por el mantenimiento de los buses y lavado de motores.

## Ciudades hermanas
- Zaragoza, España[21]